# 12687 de Valory
12687 de Valory eller 1987 YS1 är en asteroid i huvudbältet som upptäcktes den 17 december 1987 av den belgiske astronomen Eric W. Elst och den chilenska astronomen Guido Pizarro vid La Silla-observatoriet. Den är uppkallad efter Guy Louis Henri, Marquis de Valory.
Den tillhör asteroidgruppen Eunomia.